# الغيون (الطيال)

تعديل مصدري - تعديل

الغيون هي إحدى قرى عزلة بني جبر بمديرية الطيال التابعة لمحافظة صنعاء، بلغ تعداد سكانها 208 نسمة حسب تعداد اليمن لعام 2004.